# Haute-Hongrie

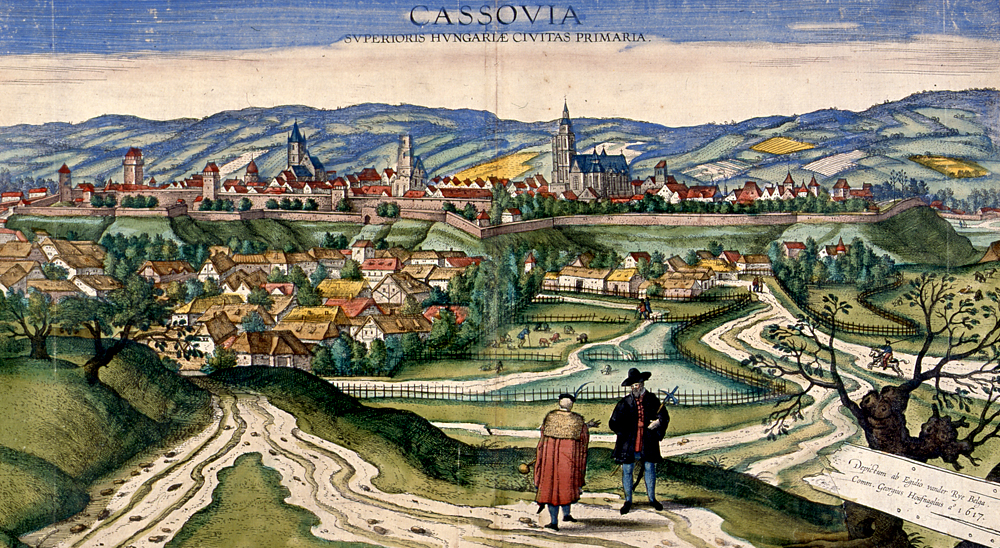
Cassovia, Superioris Hungariae Civitas Primaria (« capitale de la Hongrie Supérieure »), en 1617.

La Haute-Hongrie est la forme française du nom  hongrois Felvidék (littéralement : « contrée du haut » ou « Haut-Pays ») donné à la région majoritairement peuplée de Slovaques dans la partie nord de l'ancien royaume de Hongrie, correspondant en grande partie à la Slovaquie d'aujourd'hui. Cette région porta aussi le nom Felső-Magyarország (littéralement : « Hongrie supérieure », en slovaque : Horné Uhorsko).

## Différents sens du terme
- Hongrie royale (Haute-Hongrie à l'est)
- — dont Croatie
- Empire ottoman
- — principautés tributaires des Ottomans (Transylvanie notamment)

- Hongrie royale
- — dont Croatie
- Empire ottoman
- — principautés tributaires des Ottomans (Haute-Hongrie au nord, Transylvanie au centre)

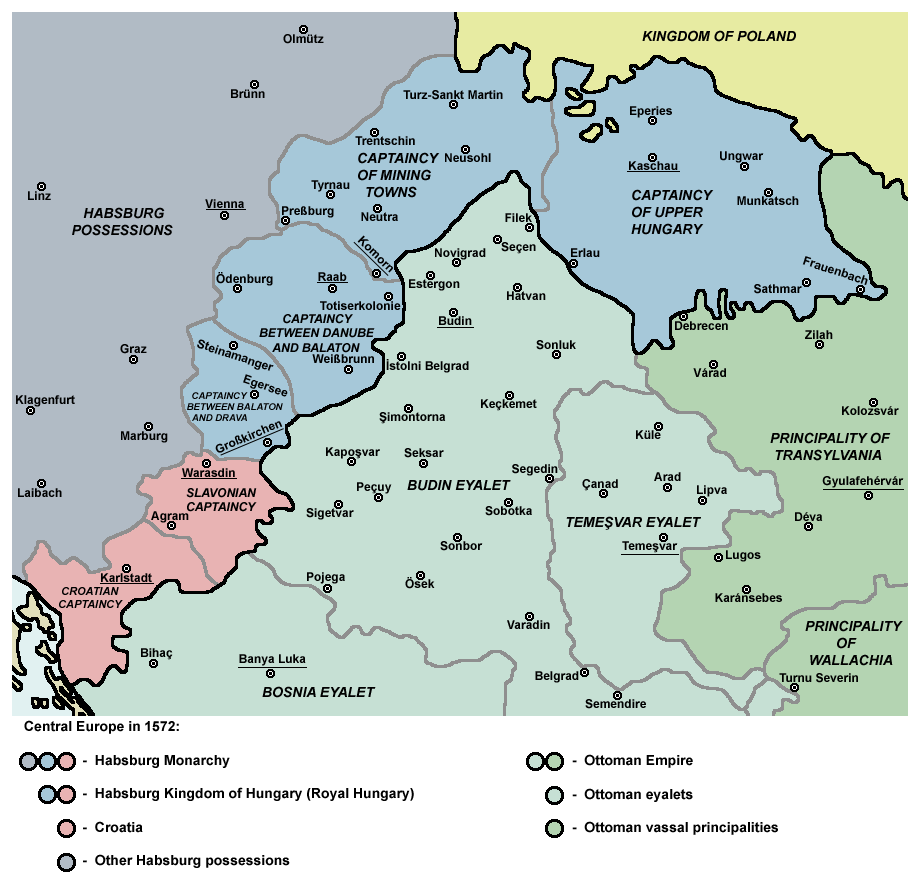
Situation en 1572 :
— dont Croatie
— principautés tributaires des Ottomans (Transylvanie notamment)

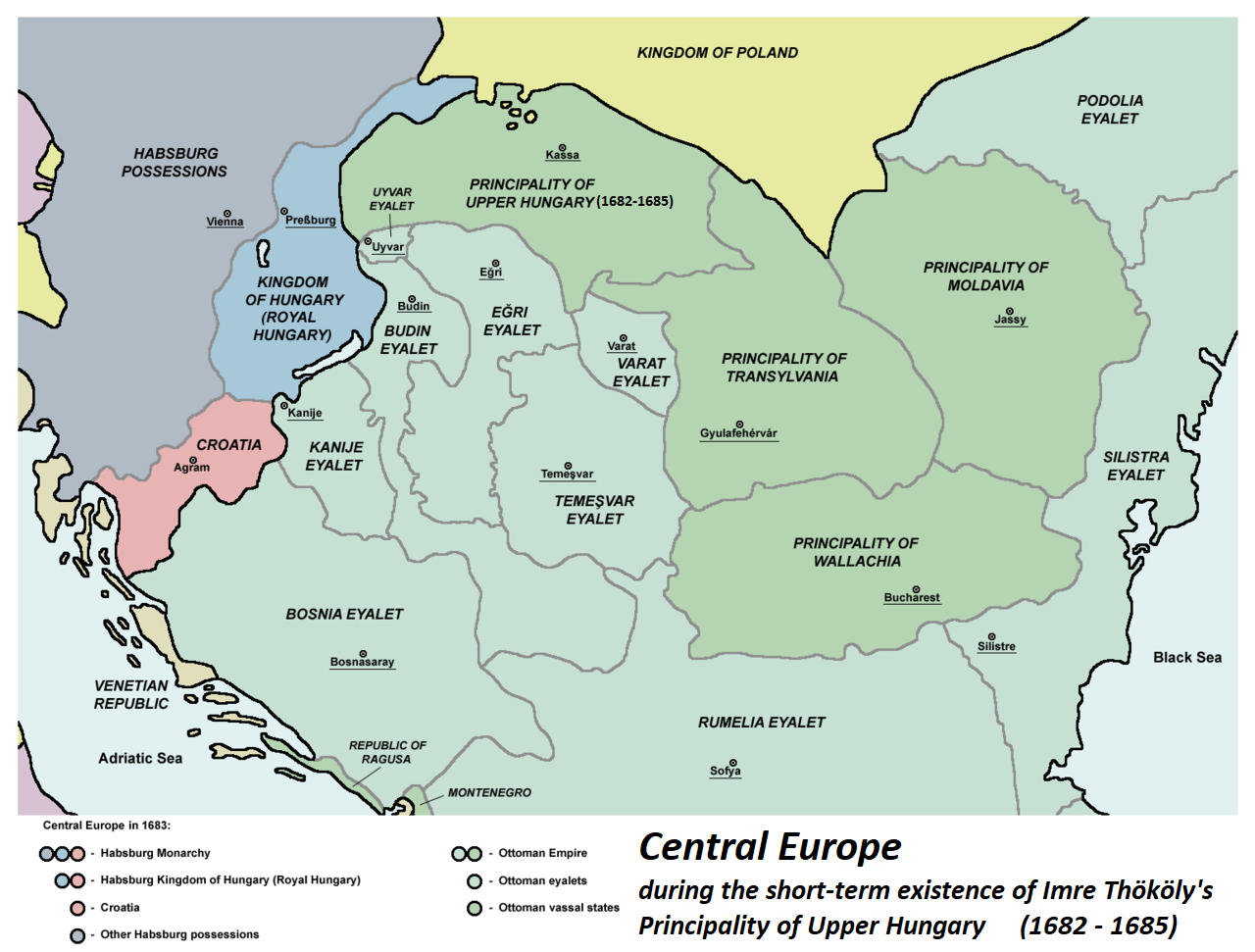
Situation en 1683 :
— dont Croatie
— principautés tributaires des Ottomans (Haute-Hongrie au nord, Transylvanie au centre)

Le terme « Haute-Hongrie » peut renvoyer à plusieurs notions historiques.

### Habitat slovaque
Les Slovaques appelaient le territoire où ils vivaient Slovensko (« Slovaquie »), terme apparu par écrit au XVe siècle mais qui n'était pas défini précisément, et certaines sources du XVIe siècle y font référence sous les dénominations Sclavonia ou encore Slováky, noms qui qualifiaient une aire à la fois géographique et ethnique, aux limites indéfinies. Cette région habitée par les Slovaques n'avait pas de statut légal, constitutionnel ou politique à l'intérieur du royaume de Hongrie. 

### Felső-Magyarország
À l'époque des guerres ottomanes, le terme hongrois Felső-Magyarország (littéralement : « Hongrie Supérieure », en slovaque : Horné Uhorsko, en allemand : Oberungarn) correspondait uniquement à la partie nord-est du royaume de Hongrie, alors que les régions au nord-ouest (correspondant aujourd'hui à l'ouest de la Slovaquie) appartenaient à la Basse-Hongrie (Alsó-Magyarország « Hongrie inférieure ») : c'est ainsi que dans la nouvelle organisation administrative et militaire (végvár) de la Hongrie royale, la capitainerie de Haute-Hongrie (Felső-magyarországi főkapitányság) était située à l'est de la capitainerie des villes minières (Bányavárosi főkapitányság) dont le territoire correspond à peu près à la moitié ouest de la Slovaquie actuelle.
Lorsque la plus grande partie de cette zone nord-est de la Hongrie royale est devenue brièvement entre 1682 et 1685, sous Imre Thököly, une principauté indépendante vassale de l'Empire ottoman, elle a gardé ce même nom de Haute-Hongrie (Felső-magyarországi Fejedelemség).
Le terme Felső-Magyarország a continué à désigner la zone géographique couvrant l'actuelle Slovaquie ou les régions composant le nord du royaume de Hongrie entre les XVIe et XVIIIe siècles, et également de manière plus informelle au XIXe siècle.
Le mot slovaque Horné Uhorsko fait référence à la Hongrie dans son territoire d'avant 1918 ethniquement hétérogène : Uhorsko, tandis que le terme Maďarsko désigne quant à lui la Hongrie en tant qu'État-nation ethniquement homogène des Magyars, issue de la fragmentation en 1918 de la précédente, et dont les frontières furent dessinées par la « commission Lord » en 1919 et officialisées au traité de Trianon en 1920.

### Felvidék
Le sens littéral du mot hongrois felvidék est « pays du haut », « haut-pays », ou plus exactement :
- « contrée », « pays », « province » ou « terre »,
- « du dessus », « haut(e) » ou « supérieur(e) »,

et en tant que nom commun, il désigne des régions plus élevées en altitude que le locuteur ou qu'une autre région (« le haut-pays (de) »), comme Balaton-felvidék « haut Balaton », une région de collines jouxtant le lac Balaton, qui est le terme utilisé dans le nom du parc national du haut Balaton.
En tant que nom propre, Felvidék est une notion à laquelle peut renvoyer le terme français « Haute-Hongrie ».

#### Histoire du terme
D'usage en hongrois encore rare au XVIIIe siècle et devenant fréquent à partir du XIXe siècle, ce terme désignait les zones montagneuses du nord du royaume de Hongrie, à population mélangée consistant principalement en Slovaques, avec des minorités hongroises, allemandes, ruthènes et juives. Le mot, avec son élément essentiel fel- « du haut », s'opposait aux plaines du sud Alföld (grande plaine de Hongrie) et Kisalföld (petite plaine de Hongrie) avec leur élément al- « du bas », et pouvait être utilisé comme synonyme de Felső-Magyarország. Ce nom géographique Felvidék a pour équivalents en slovaque : Horná zem, en allemand : Oberland, en yiddish : אױבערלאַנד (Oyberland).
Cependant, la signification de ce nom propre a évolué après la Première Guerre mondiale, alors que Felső-Magyarország « Hongrie supérieure » n'était plus utilisé. Felvidék fut alors utilisé en hongrois pour désigner les régions détachées de la Hongrie au nord du pays (Slovaquie et Ruthénie subcarpathique), puis après la Seconde Guerre mondiale pour désigner la Slovaquie seule, la Ruthénie subcarpathique (ou Transcarpatie) ayant été annexée par l'URSS.

#### Controverse moderne
Aujourd'hui en Hongrie, Felvidék peut être utilisé pour désigner la Slovaquie. C'est également le seul terme utilisé dans l'historiographie hongroise pour parler de la Slovaquie actuelle au Moyen-Âge (de façon anachronique, puisque le terme Felvidék n'était pas encore utilisé en hongrois à l'époque), tandis que les trois comitats de l'ancienne Haute-Hongrie qui restèrent intégrés à la Hongrie après la Première Guerre mondiale ne sont jamais appelés Haute-Hongrie (Felvidék), mais uniquement Hongrie du Nord (Észak-Magyarország).
Cet usage de Felvidék « Haut-Pays » pour désigner l'ensemble de la Slovaquie d'aujourd'hui est perçu par les Slovaques comme offensant, et comme inapproprié par les Hongrois non-nationalistes. Felvidék est par ailleurs couramment employé depuis l'ouverture du rideau de fer dans un sens autonomiste territorial par la minorité hongroise du Sud de la Slovaquie pour désigner uniquement les régions de Slovaquie à population majoritairement hongroise : c'est ainsi que le quotidien de Slovaquie de langue hongroise Új Szó distingue systématiquement Felvidék de Szlovákia « Slovaquie ». Un certain nombre de membres de la minorité hongroise de Slovaquie se désignent eux-mêmes comme felvidéki magyarok (littéralement : « Hongrois du Haut-Pays »).

## Démographie
Entre 1522 et 1699, la Haute-Hongrie a été longuement disputée entre la Hongrie royale des Habsbourg (1522-1645), des princes hongrois comme Imre Thököly (1682-1685, bref règne présenté par l'historiographie hongroise moderne comme une « principauté de Haute-Hongrie ») et la principauté hongroise de Transylvanie agrandie du partium (1645-1682 et 1685-1699, principauté que l'historiographie hongroise moderne présente comme un « royaume de Hongrie orientale »). Sa structure démographique traditionnelle n'a pas pour autant changé, comme en témoignent les premières données démographiques détaillées qui datent du XVIIIe siècle : aristocratie magyare, paysannerie slovaque ou ruthène, colons allemands. Depuis lors, les données démographiques indiquent constamment que les Slovaques constituent le plus grand groupe ethnique de Haute-Hongrie ; et c'était déjà le cas à la fin du XVe siècle selon les estimations et décomptes basés sur des données historiques.
En 1720, sur les 63 plus grandes villes du territoire actuel de la Slovaquie ayant au moins 100 foyers imposables, 40 avaient une majorité slovaque, 14 allemande et 9 hongroise.
Le premier recensement ethnique de tout le Royaume de Hongrie, par comitat, fut publié en 1842. Il en ressort une population totale des comitats de Haute-Hongrie supérieure à 2,4 millions de personnes, avec la répartition ethnique suivante : 59,5 % de Slovaques, 22 % de Hongrois, 8,3 % de Ruthènes, 6,7 % d'Allemands et 3,6 % de Juifs.
La Haute-Hongrie, correspondant aux comitats de Pozsony, Nyitra, Bars, Hont, Trencsén, Turóc, Árva, Liptó, Zólyom, Gömör és Kis-Hont, Szepes, Abaúj-Torna, Sáros et Zemplén, avait dans la grande majorité des comitats une majorité de population de langue maternelle slovaque d'après les recensements hongrois de 1900 et 1910 (controversés par ailleurs dans le contexte de leur utilisation lors des pourparlers de paix de 1919-1920).